# سهم الماء متريش الشكل
سهمية متريشة الشكل (الاسم العلمي:Sagittaria isoetiformis) هي نوع من النباتات تتبع جنس السهمية من الفصيلة المزمارية.